# 磷氯鉛礦
磷氯鉛礦（英語：Pyromorphite）是一種由含鉛磷酸鹽礦物，化學式為Pb5(PO4)3Cl。有時含量足以作為鉛礦石開採。它與其他兩種礦物同屬一個系列：砷鉛礦（Pb5(AsO4)3Cl）和釩鉛礦（Pb5(VO4)3Cl），它們的外部特徵非常相似，通常只能通過化學測試區分。
磷氯鉛礦首先由馬丁·克拉普羅特于1784年在化学上加以区分，并于1813年由约翰·弗里德里希·路德维希·豪斯曼命名为，
该名称源自希腊语的pyr（火）和morfe（形式），因為其熔化后的结晶行为。
爪哇擬青黴（Paecilomyces javanicus）是一種能從鉛污染土壤中收集並生物礦化形成磷氯鉛礦的黴菌。

## 圖集

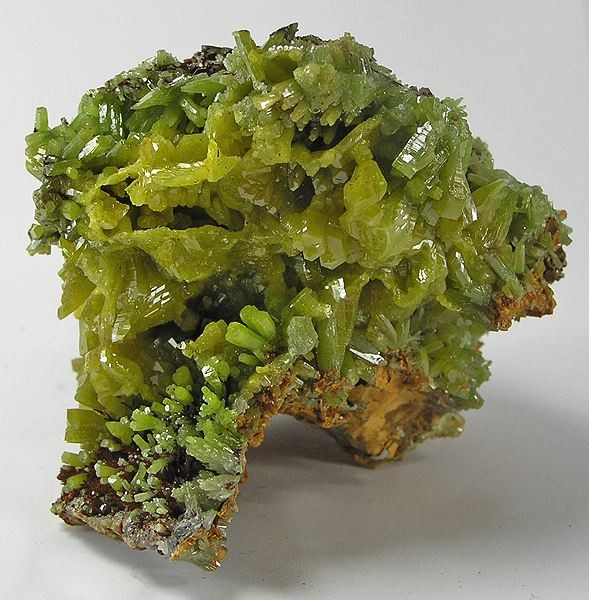
來自中國的磷氯鉛礦晶體
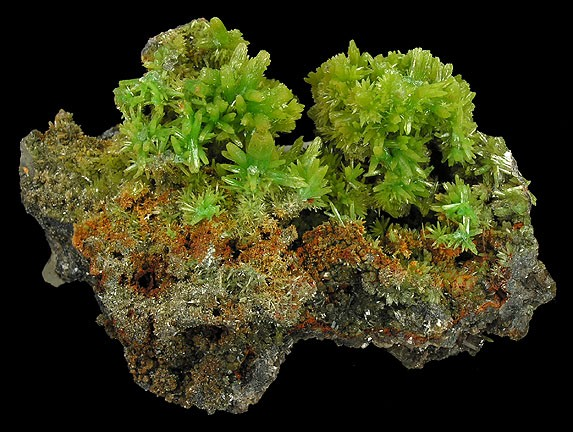
尖銳、有光澤、蘋果綠色的微小晶體在基質上
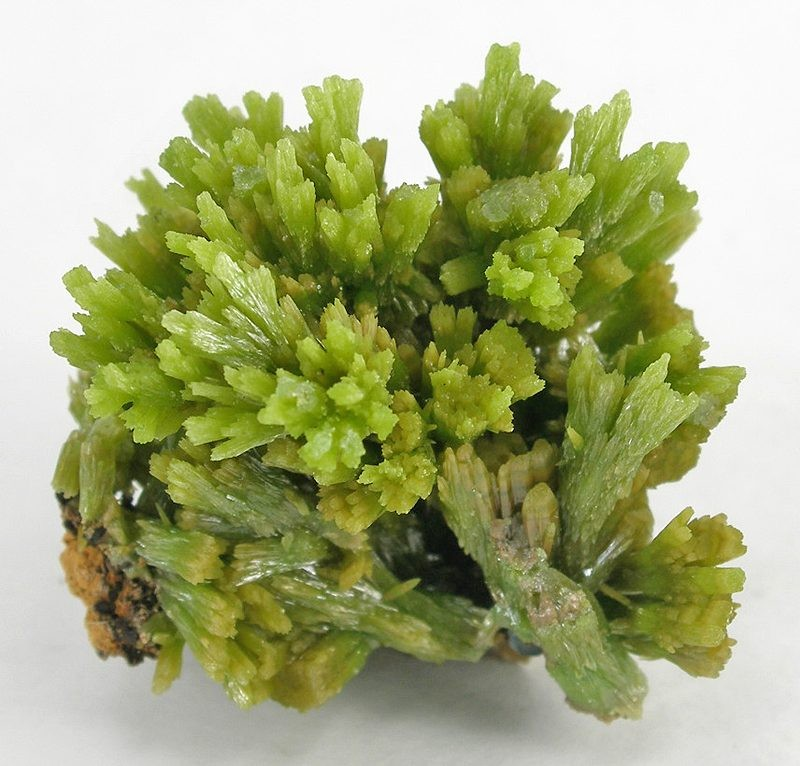
來自廣西壯族自治區道坪礦的磷氯鉛礦細晶
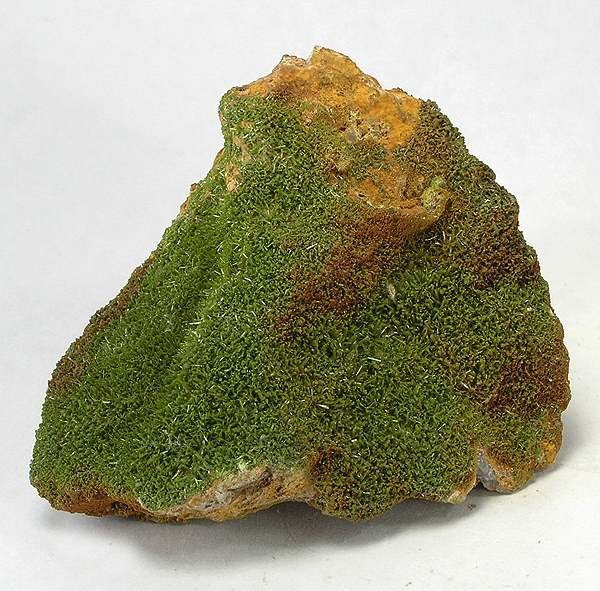
綠色的磷氯鉛礦晶體密集地覆蓋在大型其質的一側

## 外部連結
- 本条目包含来自公有领域出版物的文本: Chisholm, Hugh (编). .  22 (第11版). London: Cambridge University Press: 693–694. 1911.